# 아펜첼역
아펜첼역(Bahnhof Appenzell)은 스위스 아펜첼이너로덴주의 아펜첼구에 있는 기차역이다. 1,000mm 미터궤 아펜첼 철도의 아펜첼-장크트갈렌-트로겐 그리고 고사우-바서라우엔선의 교차점에 위치한다.

## 운행편
2020년 12월 시간표 변경에 따라 아펜첼에는 다음 서비스가 정차한다.
- 장크트갈렌 S-반
  - S20: 러시아워에 트로겐까지 운행.
  - S21: 트로겐까지 30분마다 운행
  - S23: 고사우 SG와 바서라우엔